# Telmessis
Els telmessis van ser una família d'endevins que transmetien els secrets del seu art de pares a fills, i van constituir una comunitat caracteritzada pels seus vincles religiosos. Es deien descendents de Telmessos, l'heroi epònim de la ciutat de Telmissos a l'Àsia Menor.
Per als telmessis l'art endevinatòria no s'adquiria per aprenentatge, sinó que era una capacitat innata de tots els membres del clan, tan homes, com dones com nens. Segons Plini, els telmessis eren de la ciutat de Termessos, a Lícia, ciutat a la que anomena religiosíssima: religiossissimam urbem.
Arrià cita els telmessis en la llegenda del rei de Frígia Gòrdios I. Quan aquest era encara un home pobre i només tenia un tros de terra per treballar i dues parelles de bous, una per llaurar i l'altra per estirar el carro, una àliga es va aturar sobre el jou, i va restar allà fins l'hora de deslligar els bous. Meravellat per aquest fet, va decidir de posar-ho en coneixement dels endevins telmessis. Quan va arribar on vivien, va trobar una noia que treia aigua d'un pou i li va explicar el que li havia passat. Ella li va ordenar que tornés al lloc on havia passat el fet i fes un sacrifici a Zeus, però Gòrdios va demanar a la noia que l'acompanyés per a celebrar el sacrifici conforme a les seves indicacions. De les relacions amb la noia va néixer un nen al que va posar Mides.
Al cap d'uns anys hi va haver una guerra civil entre els frigis. Un oracle dels telmessis va anunciar que un carro els portaria un rei que acabaria la guerra. Un dia va aparèixer Mides acompanyat dels seus pares i va fer aturar el carro davant de l'assemblea. Els frigis van recordar l'oracle i van reconèixer Mides com a rei.
Els telmessis van ser consultats també pel Rei de Lídia Cressus, quan els afores de la ciutat de Sardes van ser envaïts per serps i els cavalls se les menjaven. Van donar aquesta interpretació: un exèrcit estranger estava a punt d'arribar i quan ho fes, sotmetria a tots els seus habitants, ja que la serp era filla de la terra i el cavall, enemic, i vingut de fora. Quan els consultants vat tornar a Sardes amb la resposta, Cressus ja havia estat fet presoner pels perses.
Les formes d'endevinació practicades pels telmessis era l'observació de les entranyes de les víctimes, com els harúspex, l'observació del vol dels ocells i, segons l'escriptor cristià Climent d'Alexandria, tant ells com els galeotes, eren χρησμολόγοι (chresmologoi) interpretadors de somnis. El més famós dels telmessis va ser Aristandre, endeví d'Alexandre el Gran, que destacava en la interpretació de prodigis.
Aristòfanes va escriure una obra, Els Telmessis o Els Telmessians, on parodiava probablement les supersticions associades a la ciutat de Telmissos i als seus habitants.